# Hilde-Katrine Engeli
Hilde-Katrine Engeli (4 augustus 1988) is een Noors snowboardster.

## Carrière
Bij haar wereldbekerdebuut, in maart 2004 in Bardonecchia, scoorde Engeli direct haar eerste wereldbekerpunten. In januari 2008 behaalde ze in La Molina haar eerste toptienklassering. Op 10 maart 2013 boekte de Noorse in Arosa haar eerste wereldbekerzege.
Engeli nam vijf maal deel aan het wereldkampioenschappen snowboarden. Op de wereldkampioenschappen snowboarden 2009 in Gangwon eindigde ze als twaalfde op de parallelslalom. Tijdens de wereldkampioenschappen snowboarden 2011 in La Molina veroverde Engeli de wereldtitel op de parallelslalom. Op de FIS wereldkampioenschappen snowboarden 2013 in Stoneham eindigde de Noorse als vierde op zowel de parallelslalom als de parallelreuzenslalom.

## Resultaten

### Wereldkampioenschappen
| Jaar | Plaats    | Resultaten                                                     |
| ---- | --------- | -------------------------------------------------------------- |
| 2005 | Whistler  | 27e Parallelslalom 35e Parallelreuzenslalom 21e Snowboardcross |
| 2007 | Arosa     | 42e Parallelslalom 41e Parallelreuzenslalom                    |
| 2009 | Gangwon   | 12e Parallelslalom 27e Parallelreuzenslalom                    |
| 2011 | La Molina | Parallelslalom · DNF Parallelreuzenslalom                      |
| 2013 | Stoneham  | 4e Parallelslalom 4e Parallelreuzenslalom                      |

### Wereldbeker
Eindklasseringen
| Seizoen   | Algm | PAR | SBX |
| --------- | ---- | --- | --- |
| 2003/2004 | -    | -   | 52e |
| 2004/2005 | -    | -   | 39e |
| 2005/2006 | 147e | 70e | 56e |
| 2006/2007 | 124e | 51e | -   |
| 2007/2008 | 29e  | 14e | -   |
| 2008/2009 | 75e  | 30e | -   |
| 2009/2010 | 127e | 43e | -   |
| 2010/2011 | 64e  | 32e | -   |
| 2011/2012 | -    | 20e | -   |

Wereldbekerzeges
| Datum         | Plaats | Onderdeel            |
| ------------- | ------ | -------------------- |
| 10 maart 2013 | Arosa  | Parallelreuzenslalom |